# 泰澄
泰澄（たいちょう、天武天皇11年6月11日（682年7月20日） - 神護景雲元年3月18日（767年4月20日））は、奈良時代の修験道の僧。加賀国（当時越前国）白山を開山したと伝えられる。越（こし）の大徳と称された。

## 生涯
越前国麻生津（福井市南部）にて、豪族三神安角（みかみのやすずみ）の次男として生まれる。11歳の時出家し、法澄と名乗る。越智山にのぼり、十一面観音を念じて修行を積んだ。大宝2年（702年）文武天皇から鎮護国家の法師に任じられ、豊原寺を建立する。その後養老元年（717年）越前国の白山にのぼり妙理大菩薩を感得した。同年、平泉寺を建立する。養老3年からは越前国を離れ、各地にて仏教の布教活動を行う。養老6年元正天皇の病気平癒を祈願し、その功により神融禅師（じんゆうぜんじ）の号を賜った。天平9年（737年）に流行した疱瘡を収束させた功により、孝謙仙洞重祚により称徳天皇に即位の折り、正一位大僧正位を賜り泰澄に改名したと伝えられる。